# Freestyleskiën op de Olympische Jeugdwinterspelen 2012 - Halfpipe vrouwen
De halfpipe voor de vrouwen tijdens de Olympische Jeugdwinterspelen 2012 vond plaats op zondag 15 januari 2012. De Oostenrijkse Elisabeth Gram won het goud.
Tien skiërs uit tien landen namen deel. In de kwalificatie moesten vier deelnemers afvallen.

## Uitslag

### Kwalificatie
| #  | Startnr. | Naam                        | Land | 1e run | 2e run | Beste | Q/- |
| -- | -------- | --------------------------- | ---- | ------ | ------ | ----- | --- |
| 1  | 2        | Elisabeth Gram              | AUT  | 80,25  | 87,00  | 87,00 | Q   |
| 2  | 1        | Marine Tripier Mondancin    | FRA  | 81,00  | 68,50  | 81,00 | Q   |
| 3  | 7        | Tiril Sjaastad Christiansen | NOR  | 69,75  | 76,75  | 76,75 | Q   |
| 4  | 3        | Shannon Gunning             | CAN  | 64,00  | 26,25  | 64,00 | Q   |
| 5  | 4        | Katie Summerhayes           | GBR  | 55,50  | 54,75  | 55,50 | Q   |
| 6  | 8        | Alexia Bonelli              | SUI  | 28,75  | 53,50  | 53,50 | Q   |
| 7  | 5        | Samantha Poots              | NZL  | 23,00  | 52,00  | 52,00 |     |
| 8  | 9        | Nanaho Kiriyama             | JPN  | 49,00  | 43,25  | 49,00 |     |
| 9  | 6        | Monika Loboda               | SLO  | 24,00  | 41,00  | 41,00 |     |
| 99 | 10       | Jeanee Crane-Mauzy          | USA  | DNS    | DNS    | DNS   |     |

### Finale
| #      | Startnr. | Naam                        | Land | 1e run | 2e run | Beste |
| ------ | -------- | --------------------------- | ---- | ------ | ------ | ----- |
| Goud   | 2        | Elisabeth Gram              | AUT  | 84,75  | 82,75  | 84,75 |
| Zilver | 7        | Tiril Sjaastad Christiansen | NOR  | 79,25  | 39,00  | 79,25 |
| Brons  | 1        | Marine Tripier Mondancin    | FRA  | 69,25  | 69,50  | 69,50 |
| 4      | 3        | Shannon Gunning             | CAN  | 62,00  | 58,00  | 62,00 |
| 5      | 4        | Katie Summerhayes           | GBR  | 55,00  | 44,75  | 55,00 |
| 6      | 8        | Alexia Bonelli              | SUI  | 31,25  | 47,75  | 47,75 |